# Hypodoras
Hypodoras is een monotypisch geslacht van straalvinnige vissen uit de familie van de doornmeervallen (Doradidae).

## Soort
- Hypodoras forficulatus Eigenmann, 1925